# Pierre II (évêque d'Uzès)
Pour les articles homonymes, voir Pierre II.
Pierre II (Gérard de la Rovère), né en ? et décédé en ?, était un  évêque français.

## Biographie
Neveu du pape Urbain V[réf. nécessaire], il devient le 37e évêque d'Uzès en 1365. Bompar, venu du diocèse de Mende, lui succède à Uzès.